# Музей живописи национальных дворцов
Музей живописи национальных дворцов (турецкий: Milli Saraylar Resim Müzesi) — художественный музей во дворце Долмабахче, в котором хранятся произведения искусства XIX и начала XX века, которые в основном были собраны из дворцов Османской династии. В музее выставлено около 200 произведений из дворцовой коллекции картин турецких и зарубежных художников XIX века.

## История
В историческом здании раньше располагался Стамбульский музей искусства и скульптуры, который был основан по распоряжению первого президента Турции Мустафы Кемаля Ататюрка в 1937 году и являлся структурным подразделением Университета изящных искусств Мимара Синана. После ремонта в период с 2010 по 2014 год преобразован в музей с современным названием.

## Коллекция

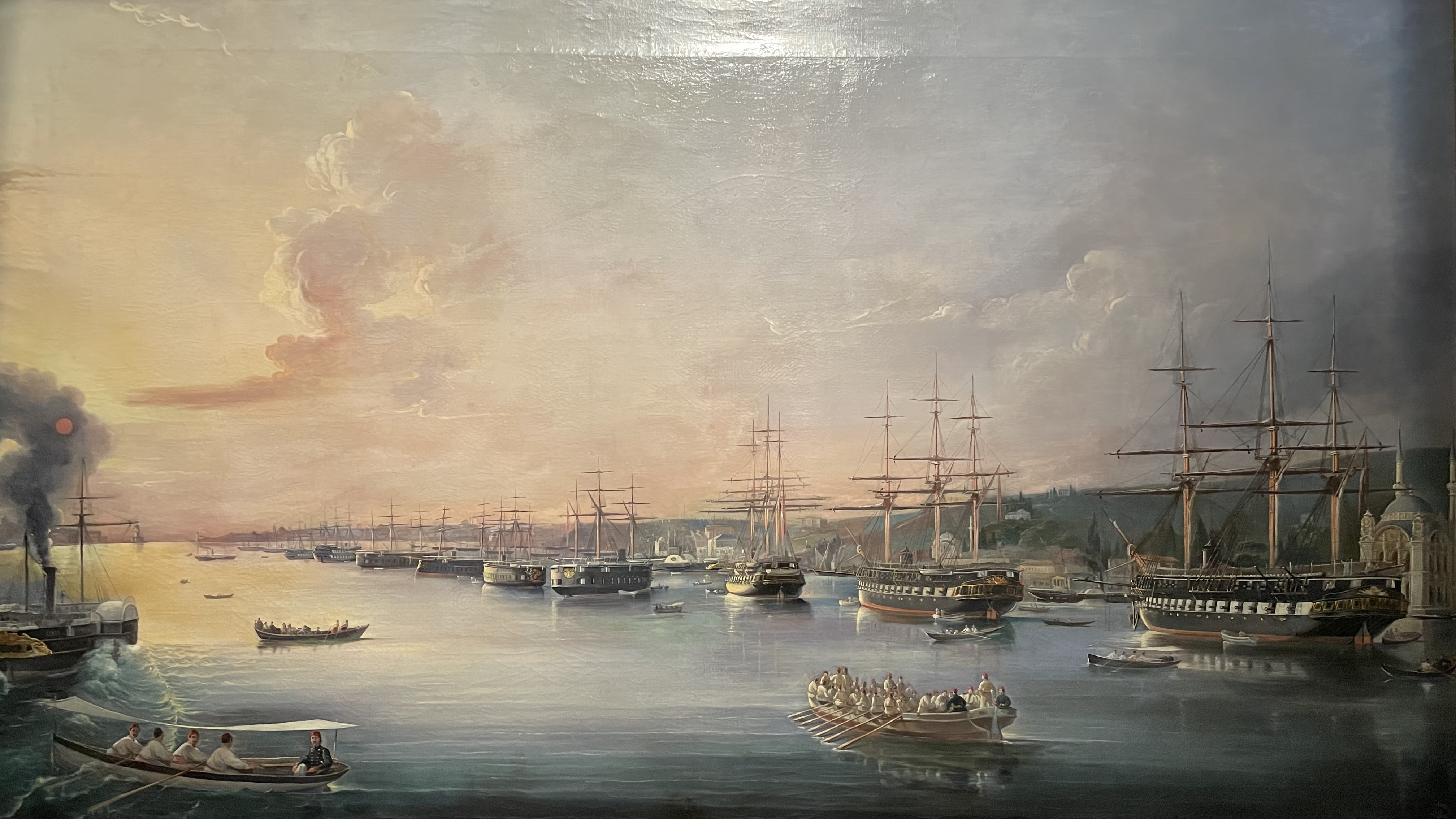
Османский флот перед мечетью Ортакёй в Стамбуле

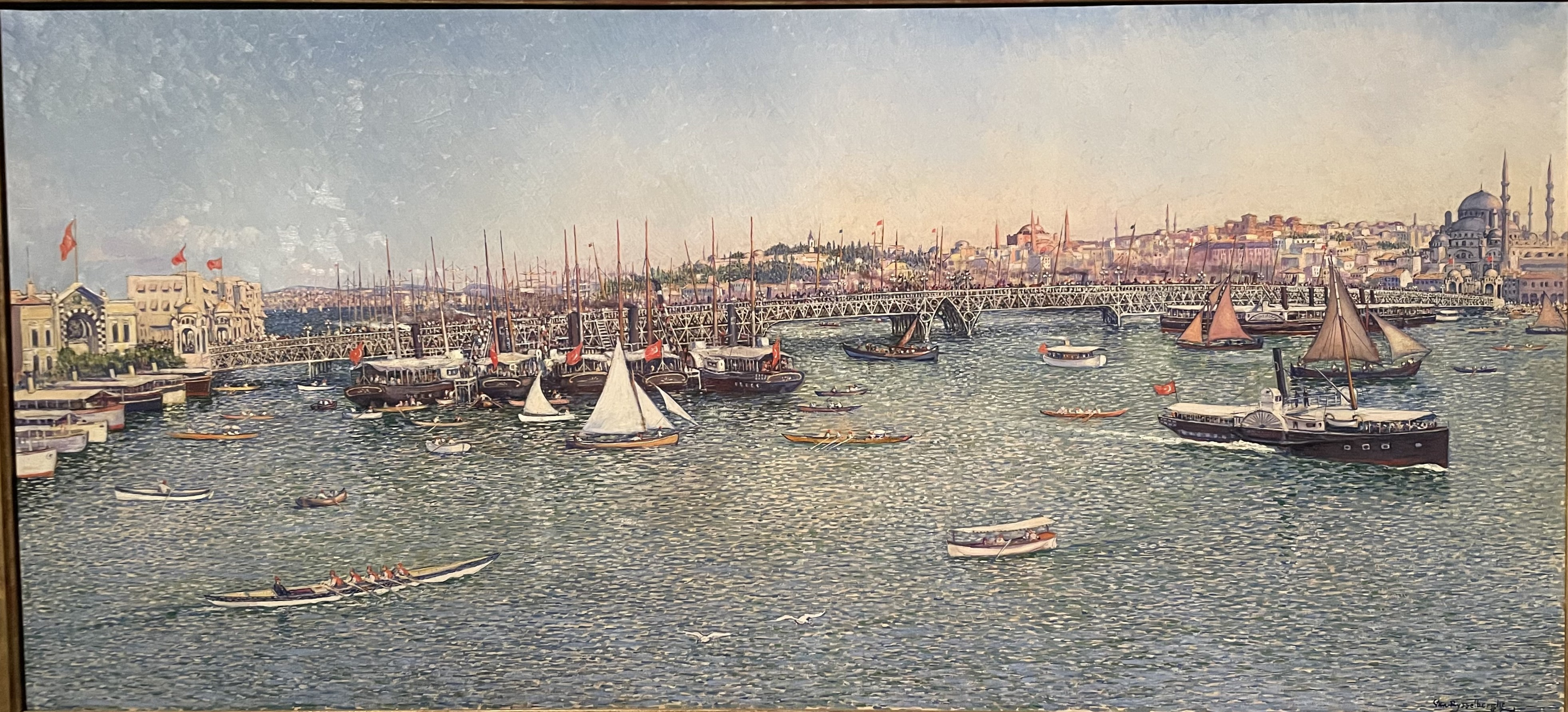
Галатский мост

### Картины турецких художников (1870—1930)
Эта коллекция состоит из работ османских/турецких художников, таких как Шекер Ахмед-паша, Осман Хамди-бей, Хусейн Зекай-паша и Ходжа Али Рыза; которые составляют второе, третье и четвёртое поколение турецкой живописи в западном понимании.

### Картины придворных художников
Работы таких художников, как Станислав Хлебовский и Фаусто Зонаро, которые соответственно служили Абдулазизу и Абдулхамиду II в качестве придворных художников.

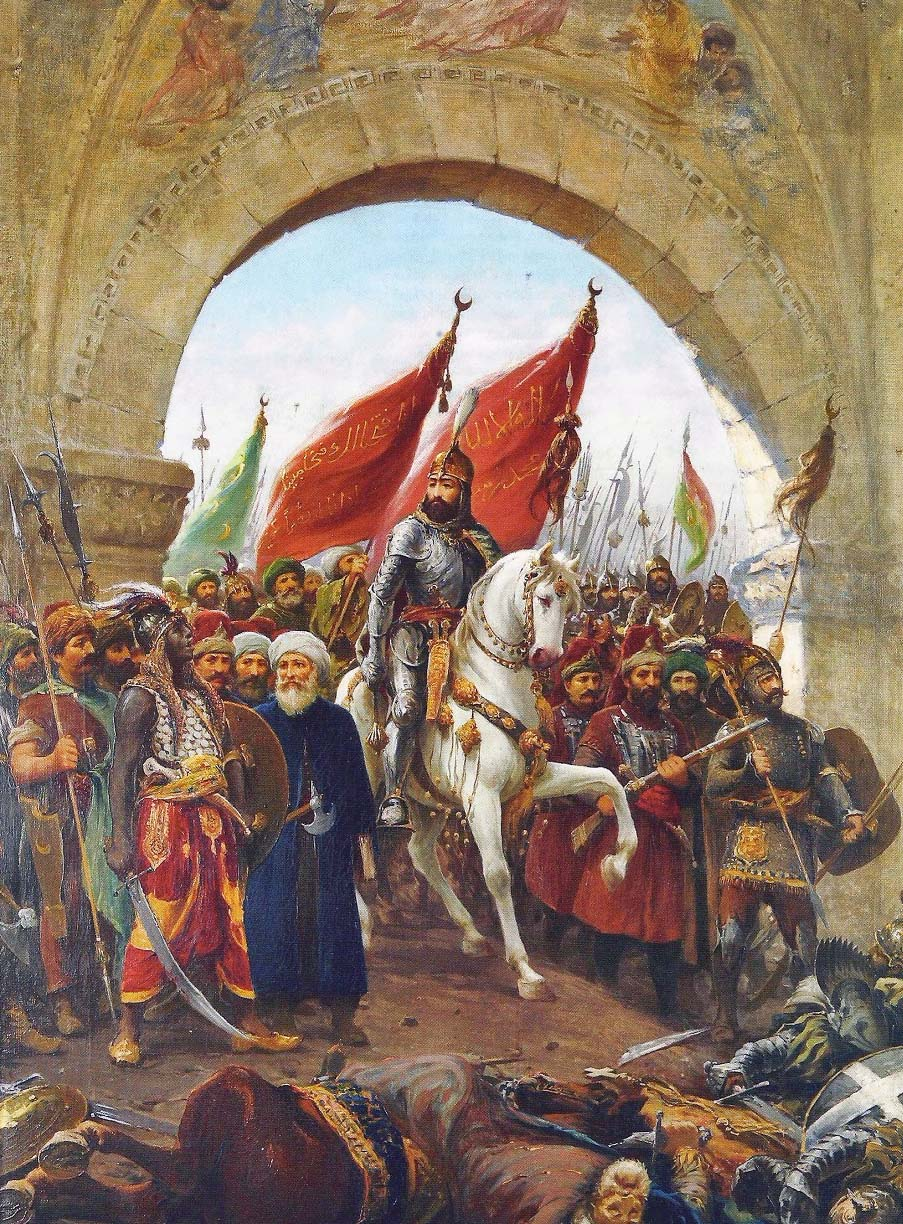
Фауст Зонаро. Мехмед II въезжает в Константинополь
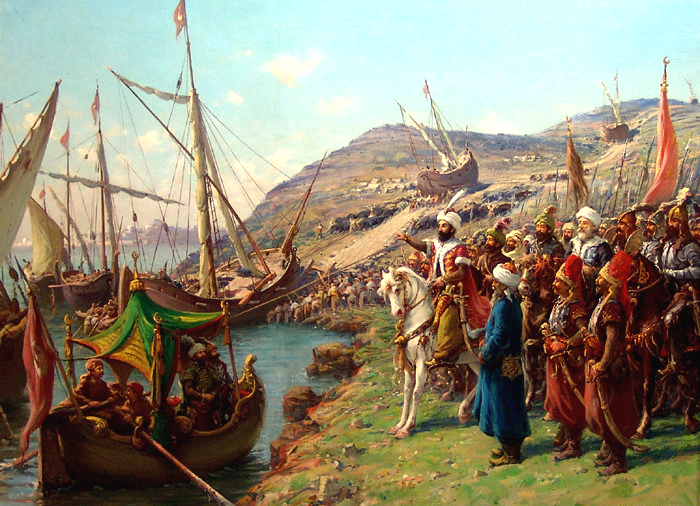
Фауст Зонаро. Мехмед II при осаде Константинополя
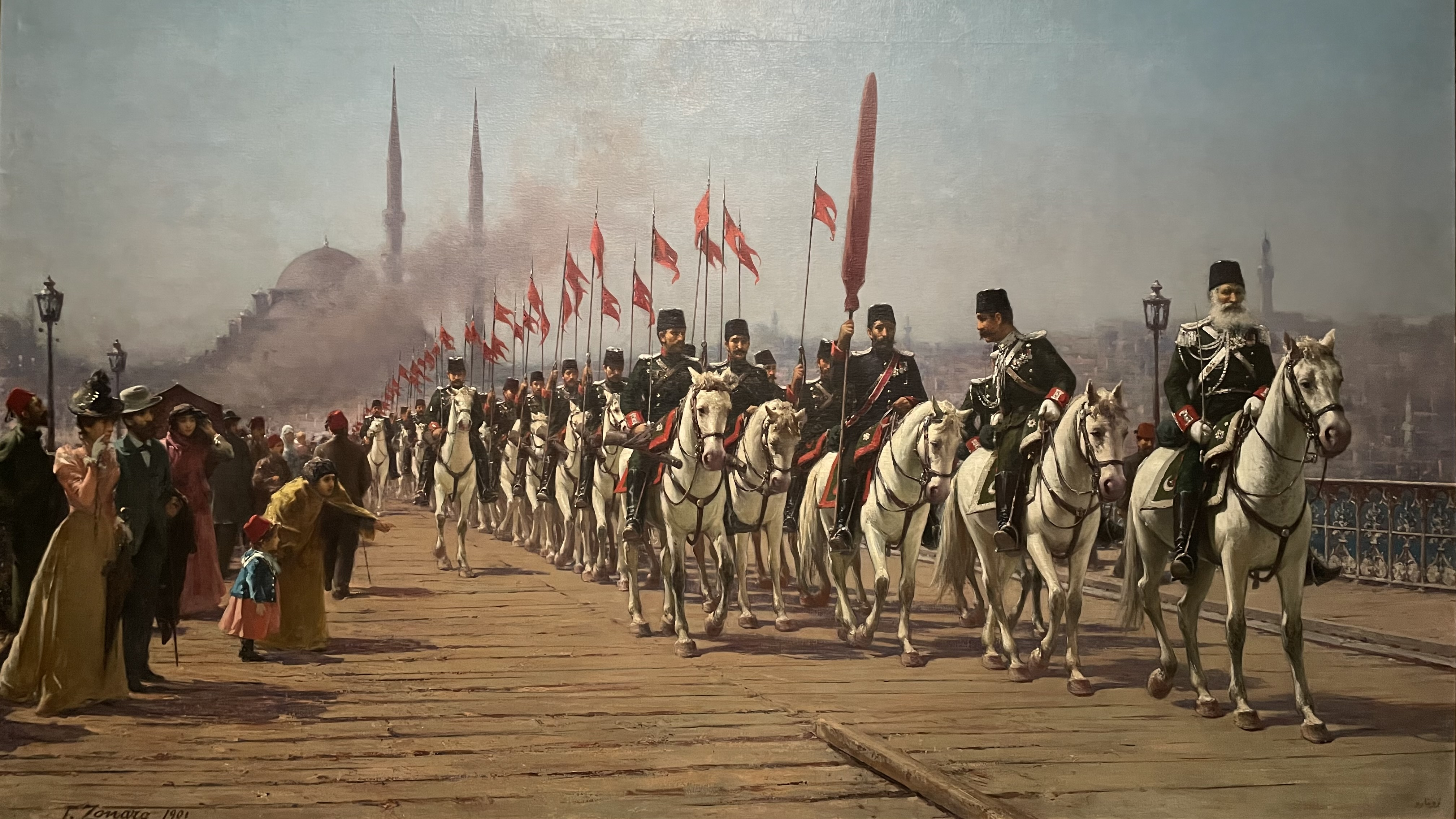
Фауст Зонаро. Императорский полк Эртугрула на Галатском мосту

### Картины, купленные на аукционе Goupil & Cie
Два раздела состоят из картин, купленных в галерее Гупиля в Париже во времена правления Абдулазиза. Картины, купленные в эту эпоху, отражают вкус султана Абдулазиза и его помощника Шекера Ахмеда-паши. Коллекция картин в западном стиле впервые была собрана во дворце Долмабахче во времена правления султана Абдулазиза.

### КартиныИвана Айвазовского
Церемониальный зал, самое роскошное помещение строения с его оштукатуренными стенами и композитными штукатурками, отведен творчеству художника Ивана Айвазовского.

### КартиныАбдул-Меджида II
Зал, в котором выставлена эта коллекция, первоначально был библиотекой самого Абдул-Меджида II, который родился, чтобы стать последним наследным принцем и халифом Османской династии. Интересуясь почти всеми отраслями искусства, но особенно каллиграфией и музыкой, он оставался знаменитым художником турецкой живописи.

### Картины Востоковедов
В музее собрана богатая коллекция произведений художников -востоковедов XIX века.